# Sassetot-le-Mauconduit
Sassetot-le-Mauconduit è un comune francese di 996 abitanti situato nel dipartimento della Senna Marittima nella regione della Normandia.

## Società

### Evoluzione demografica
Abitanti censiti